# Irish People's Liberation Organisation
Irish People's Liberation Organisation (IPLO) var en liten utbrytargrupp ur INLA som bildades i mitten av 1980-talet.
Efter de bröt sig ur från INLA så försökte de slå ur IRSP och INLA i ett försök att vara den dominerande republikanska fraktionen i landet. En blodig fejd höll på till 1987 och denna konflikt dödade ett dussintal personer inom den republikanska rörelsen.
På Halloween 1992 bestämde Provisoriska IRA sig att det var dags att göra sig av med IPLO och bestämde sig för skjuta ledaren för IPLO. Efter att de skjutit ett par medlemmar i knäskålarna så beslöt gruppen för att lägga ner och ge sina vapen till PIRA. Större delen av de kvarstående medlemmarna gick då med i INLA igen.